# Панфилова, Анна Ивановна
А́нна Ива́новна Панфи́лова  (род. 28 июля 1977, Тольятти, Куйбышевская область) — советская и российская спортсменка, чемпион мира по спортивной акробатике.

## Биография
Тренировалась у Виталия Гройсмана.

## Достижения
Мастер спорта международного класса по спортивной акробатике.
На чемпионате Европы 1991 года женская тройка в составе Елена Поветкина — Татьяна Кольцова — Анна Панфилова завоевала три золотых медали из трёх.
На чемпионате мира по спортивной акробатике в 1992 году тольяттинская тройка, выступая в том же составе, завоевала золотые медали в многоборье и первом упражнении и серебряные во втором упражнении, одновременно став победителями чемпионата Европы по всем трём дисциплинам.